# Eisenbahnbrücke Toruń
Die Eisenbahnbrücke Toruń, offiziell Eisenbahnbrücke Ernest Malinowski (polnisch Most kolejowy im. Ernesta Malinowskiego), ist in der Stadt Toruń (Thorn) die einzige Eisenbahnbrücke über die Weichsel. Sie steht zwischen den Bahnhöfen Toruń Główny (Toruń Hbf) auf der linken, südlichen Seite der Weichsel und Toruń Miasto (Toruń Stadt) auf der rechten Seite am Ostrand der Altstadt.
Sie führt die Strecke Nr. 353 der Polnischen Staatsbahnen (PKP) von Poznań (Posen) über die Weichsel, die nach Tschernjachowsk (Insterburg) in der russischen Oblast Kaliningrad weitergeht (Bahnstrecke Poznań–Toruń und Bahnstrecke Toruń–Tschernjachowsk).
Die Brücke wird seit 1999 nach Ernest Malinowski benannt, einem polnischen, nach Paris emigrierten und dort an der École nationale des ponts et chaussées ausgebildeten Bauingenieur, der in Peru die Ferrocarril Central Andino plante und baute.

## Eisenbahnbrücke bei Thorn (1873)

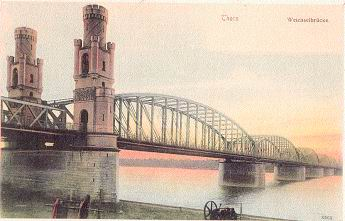
Weichselbrücke Thorn

### Beschreibung

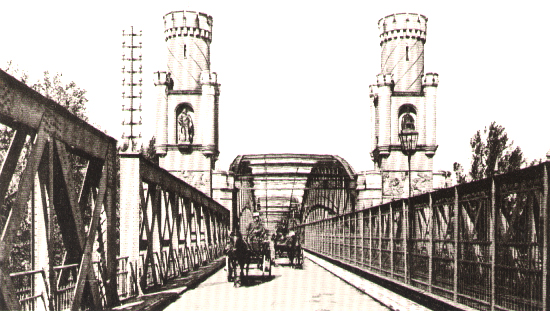

Die Eisenbahnbrücke Thorn war nach der 1857 fertiggestellten Weichselbrücke Dirschau die zweite Eisenbahnbrücke über die Weichsel. Ebenso wie die Dirschauer Brücke war die von 1870 bis 1873 errichtete Brücke in Thorn eine kombinierte Straßen- und Eisenbahnbrücke. Sie sollte die Posen-Thorner Eisenbahn und den Bromberg-Warschauer Zweig der Preußischen Ostbahn mit der Thorn-Insterburger Eisenbahn verbinden. Gleichzeitig sollte sie die hölzerne Pfahljochbrücke entlasten, die 1500 in der Verlängerung der späteren Ulica Mostowa (Brückenstraße) gebaut und seitdem mühsam gegen Fluten und den alljährlichen Eisgang erhalten bzw. wieder aufgebaut worden war.
Die nach einem Entwurf von Johann Wilhelm Schwedler erstellte schmiedeeiserne Brücke war insgesamt 972 m lang. Ihre fünf Stromöffnungen wurden von zwei Brückenportalen eingerahmt, die von dem Architekten Heinrich Strack gestaltet waren. An die Strombrücke schloss sich auf der südlichen Seite eine Vorlandbrücke über das Hochwasserbett der Weichsel an, die in einer langen Kurve mit 11 Feldern zum heutigen Bahnhof Toruń Główny führte. Auf der anderen Seite war die Strombrücke mit einem kurzen Feld mit dem hochgelegenen Bahndamm verbunden. Die Unterkante der Eisenkonstruktion lag 2 m über dem Hochwasser von 1570, dem höchsten überlieferten Wasserstand.
Die 12,4 m breite Strombrücke war unterteilt in einen 4,24 m breiten Bereich für das Gleis, das mit einem Gitter (0,16 m) von der 6,28 m breiten Fahrbahn für die Kutschen und Fuhrwerke getrennt war. Die Brückenträger waren jeweils 0,86 m stark.
Die Strombrücke hatte zwischen ihren Portalen eine Länge von 495,88 m, unterteilt in 5 Felder mit einer lichten Weite von 94,16 m (300 preußische Fuß) und 4 an ihrem Kopf 6,28 m (20 Fuß) starken Pfeilern. Die beiden Portale waren jeweils 6,21 m lang. Der eiserne Überbau dieser Öffnungen bestand jeweils aus zwei Schwedlerträgern mit einer Spannweite von 97,29 m von Mitte zu Mitte der Auflager.
Die Öffnungen der Vorlandbrücke hatten lichte Weiten von 44,48 + 10 × 34,52 m und 3,77 m starke Pfeiler. Das kurze Feld auf der rechten Weichselseite hatte ebenfalls eine lichte Weite von 34,52 m. Der Überbau bestand aus konventionellen, parallelgurtigen Fachwerkträgern.

### Weitere Geschichte
Die alte hölzerne Brücke brannte 1877 ab und wurde nicht wieder aufgebaut. Toruń hatte danach nur die eine Weichselbrücke, bis 1934 die Józef-Piłsudski-Brücke für den Straßenverkehr auf der anderen Seite der Altstadt eröffnet wurde. Die Brücke von 1873 wurde anschließend für den Straßenverkehr gesperrt und mit einem zweiten Gleis versehen.
1939 wurden beide Brücken nach dem deutschen Überfall auf Polen von der polnischen Armee gesprengt. Danach wurde die Eisenbahnbrücke wieder aufgebaut, aber 1945 von der Wehrmacht auf dem Rückzug vor der Roten Armee erneut gesprengt.

## Eisenbahnbrücke Ernest Malinowski (1948)
Nach dem Krieg wurden die Trümmer der Überbauten beseitigt und die Türme der preußischen Brückenportale bis auf das unterste Stockwerk abgetragen. Die Pfeiler der Brücke waren noch intakt und konnten für den Wiederaufbau der Brücke verwendet werden.
Die 1948 fertiggestellte Brücke besteht daher ebenfalls aus einer 495,88 m langen Strombrücke mit 5 Feldern mit lichten Weiten von je 94,61 m. Im Hinblick auf das in den vorangegangenen acht Jahrzehnten enorm gestiegene Gewicht von Lokomotiven und Zügen wurden auf jedem Feld zwei parallele, konstruktiv eigenständige stählerne Fachwerktragwerke mit gebogenem Obergurt für jeweils ein Gleis errichtet. An den Außenseiten ist jeweils ein Fußgängersteg montiert, der aber für den öffentlichen Verkehr gesperrt ist. Auf der Vorlandbrücke wurde ebenfalls für jedes Gleis ein selbständiges Tragwerk aus Vollwandträgern erstellt.